# Maddox Jolie-Pitt
Maddox Chivan Jolie-Pitt es una fundación creada en 2003 por la famosa pareja de actores de Hollywood (Angelina Jolie y Brad Pitt).
Su principal objetivo es reducir al máximo el número de personas que viven en la pobreza (sobre todo en Asia), y proteger los recursos naturales del territorio.

## Historia
La fundación fue creada por Jolie, tras adoptar a su hijo Maddox, natural de Camboya.
En un primer momento se querían centrar en el tema ecológico del país asiático de Camboya, pero posteriormente su objetivo fue erradicar la pobreza de los sectores más rurales. Ayudan a mejorar aspectos como la salud, la agricultura, la educación, desarrollo de microempresas y gestión de recursos naturales.
Esta fundación ha proporcionado fondos en Namibia para el Santuario de Vida Silvestre, para proteger animales salvajes heridos y ayudar a minimizar el conflicto entre humanos y estos.
Con esta, han ayudado a diversos países y ONG, como es el caso de 1 millón de dólares a Haití, organización Médicos sin fronteras.
En otra ocasión los actores concedieron 6,8 millones de dólares a organizaciones no gubernamentales como Global Health, Human Rights Watch, Armed Services YMCA o Make It Right Foundation, esta última puesta en marcha por Pitt para la reconstrucción de Nueva Orleans tras las inundaciones.
Un ejemplo de su labor en la educación: 18 apicultores fueron entrenados para recoger miel sin dañar las colonias de abejas y una vez recolectada, fue vendida a un precio justo de mercado.
Además de esta en conjunto, ambos cuentan con más organizaciones (ya sea en solitario o con otros artistas). La implicación de esta pareja en distintas causas ha manifestado el interés de otros actores, como puede ser el caso de George Clooney o Matt Damond.

## Labores Humanitarias

### A.Jolie[2]
El interés de Angelina en temas humanitarios surgió en el 2000, cuando fue a Camboya a grabar la película “Tomb Raider”. Consiguiendo, a posterioridad, la ciudadanía camboyana de mano de su rey- Norodom Sihamoní- por sus esfuerzos para la conservación del país.
En 2005 fundó el National Centre for Refugee and Inmigrant Children (Centro Nacional para Niños Inmigrantes y Refugiados), organización que brinda ayuda legal gratuita a jóvenes solicitantes de asilo. 
En 2007 se convirtió en miembro del Consejo de Relaciones Exteriores (CFR), financiando varios informes e incluyendo la “Intervención para detener Atrocidades Masivas y Genocidio”. 
En 2008 se asoció con Microsoft para lanzar la iniciativa Kids in Need of Defense (Niños en necesidad de defensa), movimiento que reúne a bufetes de abogados, departamentos de derecho corporativo, ONGs y voluntarios comprometidos con proporcionar asistencia legal a menores inmigrantes no acompañados en EE. UU.. 
Codirige la Education Partnership for Children of Conflict (Asociación Educativa para niños víctimas de conflicto), que ayuda a financiar programas educativos para niños afectados. 
En 2010 estableció el Jolie Legal Fellows Programe (Programa de Becarios Legales Jolie), cuyo objetivo es poner a jóvenes abogados en estructuras de Haití para apoyar los esfuerzos que realiza el gobierno para brindar protección a los menores de edad. 
Además, financia centros de menores en Camboya y Etiopía, que brindan tratamientos innovadores e integrales a niños afectados por el VIH y la tuberculosis. 
En 2014 la reina Isabel II la nombró Dama de Honor por su campaña para tratar de poner fin a la violencia sexual en zonas de guerra en todo el mundo. 

#### ACNUR[2]
Es Embajadora de Buena Voluntad del ACNUR desde 2001. Además, su compromiso se demuestra a través de sus donaciones, que sobrepasan los 5 millones de dólares desde 2001, destinados a la construcción de escuelas y otras iniciativas dirigidas a la mejora de personas desplazadas.
En 2011 le rindieron tributo por sus 10 años al servicio de la causa humanitaria.
Tras realizar más de 40 misiones por distintas regiones del planeta para dar visibilidad a la situación de millones de personas desplazadas y abogar por su protección, el Alto Comisario de las Naciones Unidas para Refugiados, António Guterres, la nombró su Enviada Especial, reconociendo su extraordinario servicio. Realizando su primera misión en abril de 2012.

#### Reconocimientos[2]
Galardonada en 2003 con el Citizen of the World Award (Premio Ciudadano del Mundo) entregado por la Asociación de Corresponsales de las Naciones Unidas.
En 2005 también recibió el Global Humanitarian Award (Premio Global Humanitario) entregado por la Asociación de las Naciones Unidas de USA y el Consejo de las Empresas para las Naciones Unidas por su trabajo con los refugiados. 
En 2007 el Comité internacional de rescate le concedió el Premio Libertad a Angelina Jolie y al Alto comisionado de ACNUR.

### B.Pitt[4]
Make It Right (Haz lo correcto), fundación liderada y financiada por Brad Pitt, facilita la construcción veloz de viviendas ecológicas para víctimas de desastres naturales. Como es el caso del Huracán Katrina, en Nueva Orleans, donde esta, sembró esperanza. Además, la fundación, ofrece empleo a los mejores talentos para ayudar con la prontitud al prójimo. Una frase a destacar en su tablón de anuncios es: “Nosotros no discriminamos por razones de edad, raza, género, religión, orientación sexual o afiliación política”.
La Iniciativa Mundial Clinton reconoció el aporte del actor en Nueva Orleans.